# Chironius monticola
Chironius monticola es una especie de serpiente de la familia Colubridae. Es de costumbres diurnas, principalmente arborícola y aunque no posee colmillos y se puede considerar inofensiva, es moderadamente agresiva y se defiende lanzando mordiscos a sus agresores o haciendo movimientos rápidos del último tercio del cuerpo, a manera de latigazos.[cita requerida]
Se alimenta de pequeños reptiles, anfibios, aves y roedores. 
Se encuentra en Venezuela, Colombia, Ecuador, Perú, Bolivia en bosques de transición y zonas de frontera agrícola.